# 情婦マノン
『情婦マノン』（じょうふマノン、Manon）は、アンリ＝ジョルジュ・クルーゾー監督による1949年のフランスの映画である。アベ・プレヴォーによる1731年の小説『マノン・レスコー』の翻案である。
ヴェネツィア国際映画祭で金獅子賞を獲得した。

## プロット
マルセイユから出航したばかりの船に、虐殺を生き延びたユダヤ人たちが乗船し、後にイスラエル国となる当時はパレスチナの英国委任統治領となった国へと不法移民する。船の副官の一人が船倉に新しい到着物を設置している間に、偶然2人の密航者、ロベール・デグリューと
マノン・レスコーを発見する。
副官は彼らを船長のところへ案内し、船長の一等航海士は新聞の写真で男が逃亡中の暗殺者、ロバート・デグリューであることを認識する。
船長はアレクサンドリアに到着後に、警察に引き渡すことにしたが、到着の数日前、若い女性に心を動かされ、結局この若いカップルを自分の船室に招き入れてしまう。船長は、二人の話を聞く。
フラッシュバック
1944年、戦闘により荒廃したノルマンディーの小さな町。
クレルモン＝フェランの良家の息子で、フランス人レジスタンスに入隊したロベール・デグリューは、ナチス兵相手に売春したとして、激怒したフランス人に非難され髪を切られようとしている若い女性マノンの世話を上官から託される。
廃墟となった教会の中で、二人の若者はすぐに激しく恋に落ち、デグリューはマノンの逃亡を手伝うことにする。
彼らは逃げた巴里で、マノンは兄で映画館のオーナーのレオンと出会う。彼はポールというあだ名の人物の助けを借りて、さまざまな人身売買で生計を立てていた。嫉妬深いデグリューは、マノンに執着するポールと争うが、マノンの飽くことのない要求に応えるために、ますます怪しい取引に従事することになる。
マノンは、アニエス夫人の売春宿に頻繁に通うようになるなど、さまざまな悪行を犯した後、すぐに恋人のデグリューに、結婚を申し込んできた米国陸軍の少佐のためにデグリューと別れると告げる。悲しみに打ちひしがれたデグリューは、この別れを拒否する。
レオンは妹マノンに協力し、マノンが発作を起こしているとデグリューに信じ込ませ、来るように頼みます。デグリューは急いで来たときに、捕まえて閉じ込めます。レオンはデグリューがマノンにとって常に重荷でしかなかったこと、そしてこの別れが二人にとってより良いことであったことを説明し、マノンに会いに行こうとした時に、レオンの隙を突いてデグリューは電話コードで彼を絞殺する。
今や殺人者となったデグリューは、マノンに電話をかけ、彼女と別れてマルセイユへ向かうことを告げる。マノンはロマンチックな衝動に負けてリヨン駅へ出発し、なんとかデグリューと列車で合流する。
フラッシュバックは終了して、船長室で二人の話を聞いているシーンに戻る。
この叶わぬ愛の物語に心を動かされた船長は、二人の恋人を逃がすことを決意し、二人を他の不法移民とともに人目につかない海岸に密かに上陸させる。砂漠での過酷な道程のなか、一団はベドウィンの集団に襲撃され、マノンは致命傷を負って亡くなる。
デグリューは悲しみの中でマノンを砂の中に埋めて、「終わり」という言葉が現れ、命よりも愛した人を埋葬した上で一人横たわるデグリューのシルエットで映画は終わる。

## キャスト
- ロベール・デグリュー：ミシェル・オークレール
- マノン・レスコー：セシル・オーブリー
- レオン（マノンの兄）：セルジュ・レジアニ
- アニェス夫人（娼家のマダム）：ガブリエル・ドルジア（英語版）
- 成金ポール： レイモン・スープレックス（英語版）
- 船長ブスカ： アンリ・ヴィルベール（英語版）
- ラルフ（アメリカ軍将校）：ダニエル・イヴァネル
- マルシェルの闇商人： アンドレ（英語版）
- 小間使い：シモーヌ・ヴァレール（英語版）
- メナード中尉（レジスタンス･マキ隊の隊長）： アンドレ・ヴァルミー（英語版）
- ボクサー：ジャン・デスポ
- パスカル：エドモンド・アーディソン
- ホテルの支配人：ロバート・ダルバン
- ホテルの副支配人：マイケル・ブーケ
- ジュリエット：ドラ・ドール（英語版）
- 婦人用品の売子：ガブリエル・フォンタン（英語版）
- ノルマンディーの農婦：ロージー・ヴァルト（英語版）
- ゴシップのおばさん：ヘレナ・マンソン（英語版）